# Pleuroploca gigantea
Pleuroploca gigantea är en snäckart som först beskrevs av Kiener 1840.  Pleuroploca gigantea ingår i släktet Pleuroploca och familjen Fasciolariidae. Inga underarter finns listade i Catalogue of Life.

## Bildgalleri

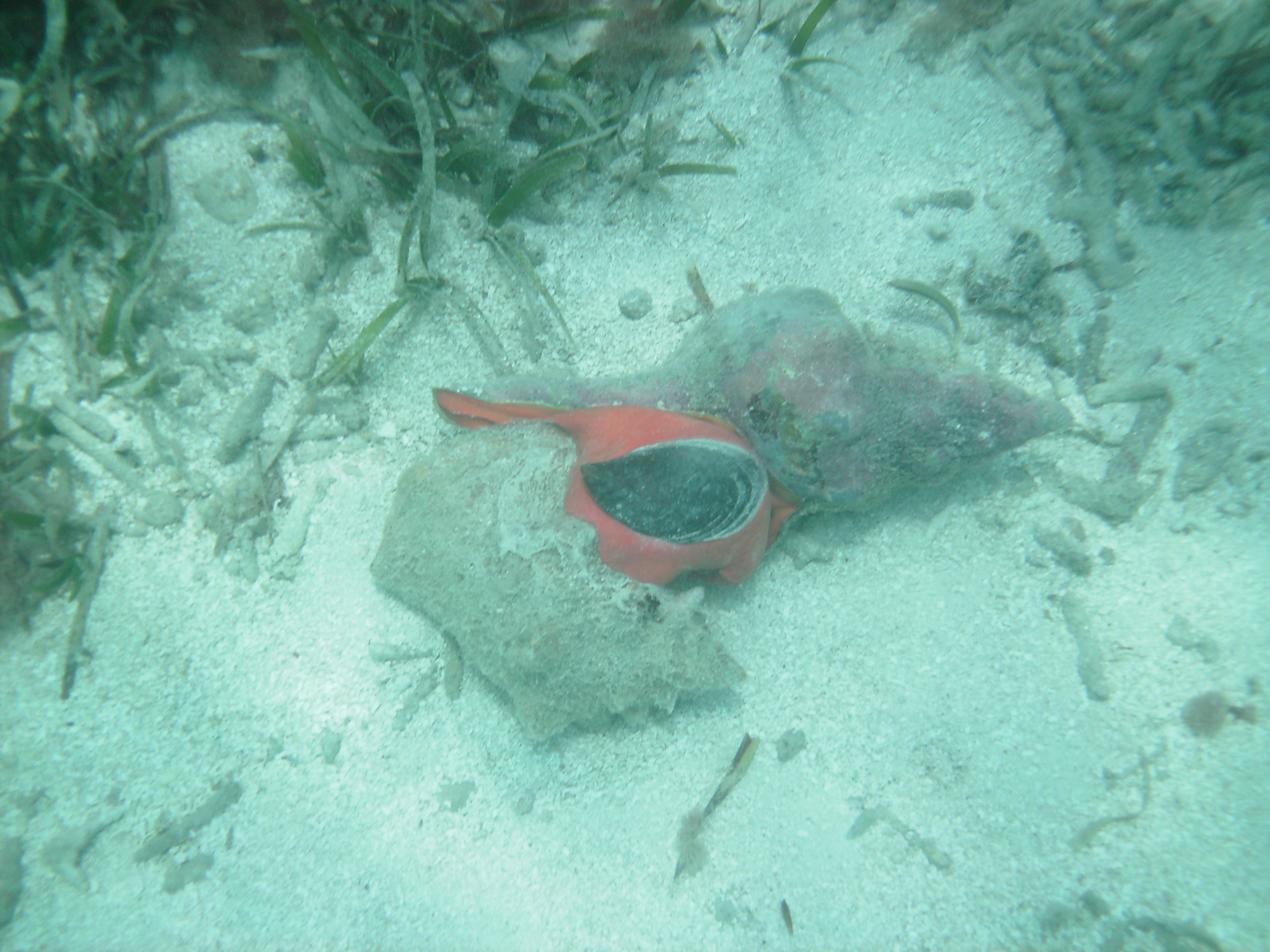
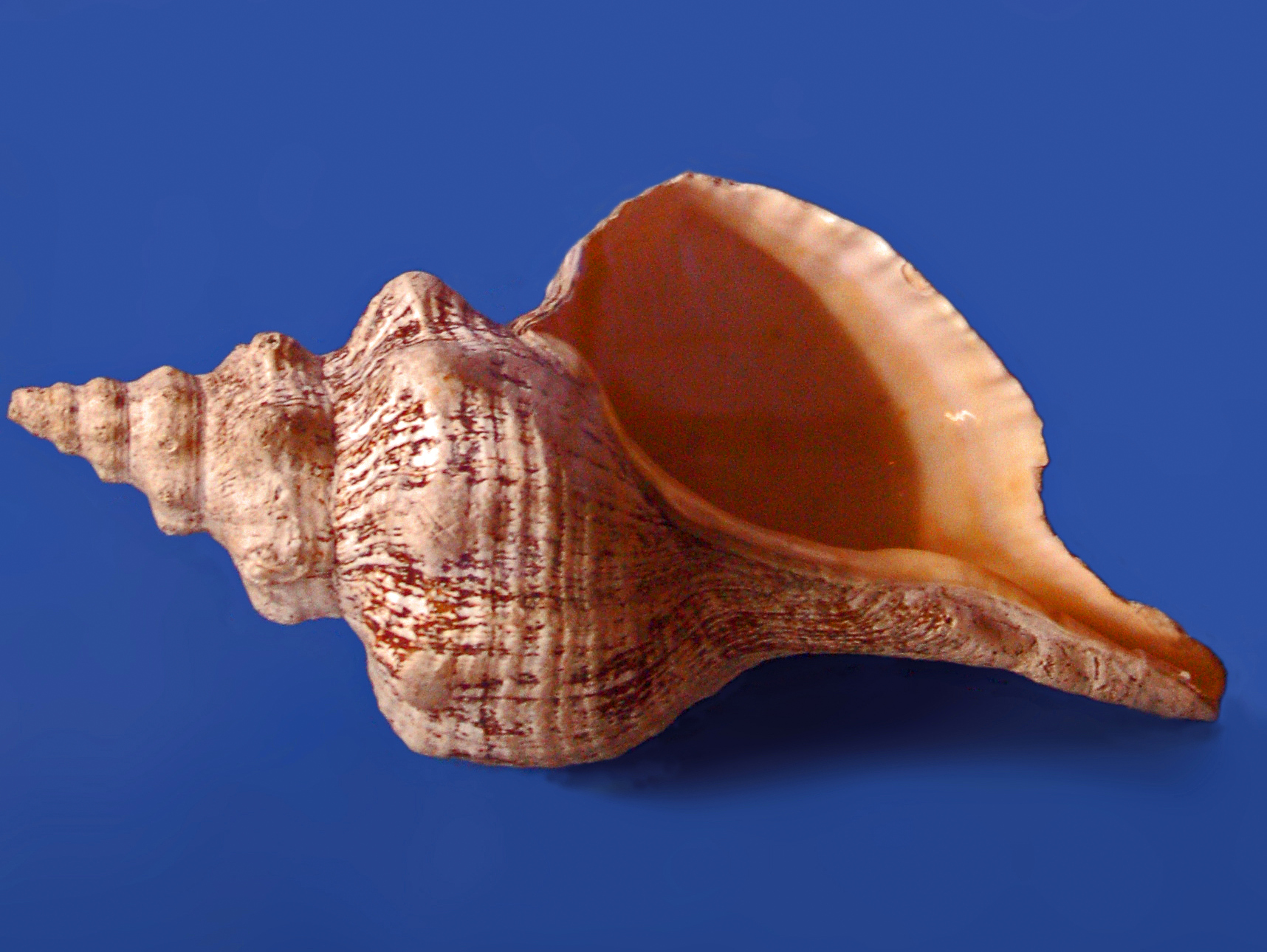